# El internado
El Internado és una sèrie de televisió produïda per Globomedia per a la cadena espanyola Antena 3, que la va estrenar el 24 de maig de 2007 en prime time i va acabar el 13 d'octubre de 2010.

## Argument
Comença un nou curs a l'internat La Laguna Negra, un prestigiós centre educatiu situat enmig d'un bosc on estudien els fills de les famílies més influents del país. Els integrants del centre, alumnes, professors i el personal que treballa allí tornen a trobar-se, disposats a començar el curs amb il·lusió.
Aquest any, arriben dos nous alumnes a l'internat: Marcos Novoa Pazos i la seva germana Paula, que han d'iniciar una nova vida després de la desaparició dels seus pares. També acaba d'arribar una nova noia de la neteja, María, una jove de passat fosc de la que el centre desconeix que s'ha escapat d'un hospital psiquiàtric, i que ha vingut a l'internat buscant el seu fill.
Per altra banda, alguns dels alumnes aniran descobrint, a partir de la desaparició d'un vell professor, un misteri que s'amaga a La Laguna Negra, sense ser conscients del perill que corren degut a una organització que busca uns tresors ocults a l'internat i una altra que, suposadament, trafica amb òrgans infantils. Maten a un dels alumnes i volen acabar amb la resta. Però l'enemic està més a prop del que ells es pensen, ja que, en aquest internat, res és el que sembla i algunes persones no són qui diuen ser.

## Premis
- Premi Ones 2007 a la millor sèrie espanyola
- Fotogrames de Plata

1. element 1Millor actor de televisió: Luis Merlo
2. element 2Millor actriu de televisió: Amparo Baró

- TP d'Or:

1. element 12008: Millor Actriu: Amparo Baró
2. element 22007: Millor Sèrie Nacional.

- Premis Petxina de pelegrí de Plata 2008

1. element 1Millor actor revelació: Martín Rivas

- Premis Glamour 2008

1. element 1Premi revelació: Marta Torné

- Nominada als premis Nimfa d'Or(Festival Internacional de televisió de montecarlo) 2009 a Millor Productor Europeu, Millor Productor Nacional, Millor Actor Raúl Fernández i Yon González i Millor Actriu Blanca Suárez i Marta Torné.

## Ubicació
L'internat Laguna Negra és un prestigiós centre educatiu situat a la meitat d'un bosc on estudien els fills de les famílies més influents d'Espanya. És un internat de primària i secundària on estudien alumnes de 6 a 18 anys. A l'internat hi resideixen alumnes, professors i altres treballadors.
Els exteriors de la sèrie han estat rodats en el campus de La Berzosa de la Universidad Antonio de Nebrija a Hoyo de Manzanares, Madrid.

## Repartiment
Personatges d'El Internado

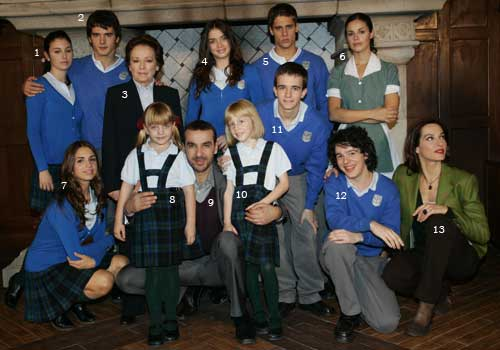
Personajes de El Internado.
01. Julia (Blanca Suárez)
02. Iván (Yon González)
03. Jacinta (Amparo Baró)
04. Carolina (Ana de Armas)
05. Marcos (Martiño Rivas)
06. María (Marta Torné)
07. Victoria (Elena Furiase)
08. Paula (Carlota García)
09. Héctor (Luis Merlo)
10. Evelyn (Denisse Peña)
11. Roque (Daniel Retuerta)
12. Cayetano (Fernando Tielve)
13. Elsa (Natalia Millán)
Imagen pendiente de actualización (14-nov-2009)

- Amparo Baró com Jacinta García Aparicio (Governanta i Cap de Personal de l'Internat)
- Blanca Suárez com Julia Medina Jiménez (Alumna de l'Internat) (Temporades 2-7)
- Carlos Leal com Jacques Noiret (Accionista Majoritari i Gestor de l'Internat i pare adoptiu d'Iván) (Temporades 1-6)
- Carlota García com Paula Novoa Pazos/Paula Novoa Espí (Alumna de l'Internat)
- Damián Alcolea com Arturo
- Daniel Retuerta com Roque Sánchez Navas †
- Denisse Peña com Evelyn Pons (Alumna de l'Internat)
- Elena Furiase com Victória Martínez Gonzàlez
- Irene Montalà com Rebeca Benaroch (Temporades 5-7)
- Ismael Martínez com Martín Moreno Rodríguez/Emilio Galvàn/Guillermo Álvarez Pascual (Temporades 3-7)
- Javier Cidoncha com Lucas Moreno Yerena/Lucas Galván Yerena/Lucas Álvarez Yerena  (Temporades 3-7)
- Javier Rios com Hugo † (Temporades 5-7)
- José Hervás com Santiago Pazos/Ritter Wulf † (Temporades 2-6)
- Lola Baldrich com Lucía/Marta Hernández Velasco † (Temporades 5-7)
- Luis Merlo com Héctor de la Vega/Samuel Espí (Temporades 1-5, 7)
- Manuel Jurado com Antonio
- Marta Torné com María Almagro
- Martín Rivas com Marcos Novoa Pazos/Marcos Novoa Espí
- Natalia Lopéz és Clara Sáez de Tejada † (Temporades 6-7)
- Natalia Millán com Elsa Fernández Campos/Elsa von Klaus Campos †
- Raúl Fernández com Fermín de Pablo/Carlos Almansa Olid †
- Sergio Murillo com Javier Holgado
- Yolanda Arestegui com Sandra Pazos/Irene Espí (Temporades 2-7)
- Yon González com Iván Noiret León
- Adam Quintero és Fernando Ugarte Roldán/Fernando Henninger Roldán † (Temporades 4-5)
- Alejandro Botto és Mateo Tabuenca † (Temporades 2-4)
- Alejandro Casaseca és José Antonio Sans † (Temporada 4)
- Ana de Armas com Carolina Leal Solís † (Temporades 1-6)
- Eduardo McGregor és Joaquín Fernández\Martin von Klaus † (Temporades 1-4)
- Eduardo Velasco és Pedro Camacho † (Temporades 1-4)
- Fernando Tielve és Cayetano Montero Ruíz † (Temporades 1,3)
- Francisco Merino és Alfonso Ceballos Parra † (Temporades 1-2)
- Javier Iribarren és Pablo Fernández Campos/Pablo von Klaus Campos † (Temporades 1-2)
- Jonás Beramí és Ignacio García Vallejo † (Temporada 5)
- José Luis Patiño és Mario Torres
- Luis Mottola com Andrés Novoa † (Temporades 2-6)
- Manuel de Blas com Saúl Pérez Sabán "El Viejo" † (Temporades 2-6)
- Mariona Ribas és Nora Díez † (Temporada 3)
- Marta Hazas com Amelia Ugarte Roldán / Amelia Henninger Roldàn †
- Pedro Civera és Camilo Belmonte/Helmuth von Hammer

## Capítols i audiències
| Capítol            | Nom                                    | Data d'emissió                  | Audiència | Share | Ver |
| ------------------ | -------------------------------------- | ------------------------------- | --------- | ----- | --- |
| PRIMERA TEMPORADA  |                                        |                                 |           |       |     |
| 1 (1)              | Los monstruos no hacen cosquillas      | Dijous 24 de maig de 2007       | 4.629.000 | 25,8% |     |
| 2 (2)              | Todo el mundo tiene un secreto         | Dijous 31 de maig de 2007       | 4.590.000 | 25,4% |     |
| 3 (3)              | Ojos que no ven                        | Dijous 7 de juny de 2007        | 3.601.000 | 20,8% |     |
| 4 (4)              | Un mensaje en una botella              | Dijous 14 de juny de 2007       | 4.200.000 | 23,5% |     |
| 5 (5)              | Un cadáver en la laguna                | Dijous 21 de juny de 2007       | 3.726.000 | 23,0% |     |
| 6 (6)              | La noche de Santa Isabel               | Dijous 28 de juny de 2007       | 3.717.000 | 24,7% |     |
| SEGONA TEMPORADA   |                                        |                                 |           |       |     |
| 1 (7)              | ¿Con qué sueñan los peces?             | Dimecres 7 de novembre de 2007  | 3.073.000 | 16,9% |     |
| 2 (8)              | Persiguiendo luciérnagas               | Dimecres 14 de novembre de 2007 | 3.268.000 | 19,1% |     |
| 3 (9)              | El anillo                              | Dimecres 21 de novembre de 2007 | 3.636.000 | 19,9% |     |
| 4 (10)             | La caja de música                      | Dimecres 28 de novembre de 2007 | 3.941.000 | 18,9% |     |
| 5 (11)             | En orden alfabético                    | Dimecres 5 de desembre de 2007  | 3.294.000 | 19,3% |     |
| 6 (12)             | Ver para creer                         | Dimecres 12 de desembre de 2007 | 3.552.000 | 19,8% |     |
| 7 (13)             | Mi amigo el monstruo                   | Dimecres 19 de desembre de 2007 | 3.896.000 | 21,4% |     |
| 8 (14)             | El polo norte                          | Dimecres 2 de gener de 2008     | 4.693.000 | 25,4% |     |
| TERCERA TEMPORADA  |                                        |                                 |           |       |     |
| 1 (15)             | El búho                                | Dimecres 23 d'abril de 2008     | 3.695.000 | 21,8% |     |
| 2 (16)             | 8 milimetros                           | Dimecres 30 d'abril de 2008     | 3.341.000 | 20,8% |     |
| 3 (17)             | El soldadito de plomo                  | Dimecres 7 de maig de 2008      | 3.310.000 | 17,4% |     |
| 4 (18)             | En el fondo del mar                    | Dimecres 14 de maig de 2008     | 3.155.000 | 20,5% |     |
| 5 (19)             | La vida es sueño                       | Dimecres 28 de maig de 2008     | 3.461.000 | 20,8% |     |
| 6 (20)             | La peor cárcel del mundo               | Dimecres 4 de juny de 2008      | 3.196.000 | 18,4% |     |
| 7 (21)             | El fantasma de la profesora decapitada | Dimecres 11 de juny de 2008     | 3.428.000 | 20,4% |     |
| 8 (22)             | Los cinco vengadores                   | Dimecres 18 de juny de 2008     | 3.267.000 | 19,8% |     |
| 9 (23)             | La noche del fuego                     | Dimecres 25 de juny de 2008     | 3.944.000 | 24,0% |     |
| QUARTA TEMPORADA   |                                        |                                 |           |       |     |
| 1 (24)             | La maldición                           | Dimecres 22 d'octubre de 2008   | 3.966.000 | 22,7% |     |
| 2 (25)             | La sala del tesoro                     | Dimecres 29 d'octubre de 2008   | 3.853.000 | 22,1% |     |
| 3 (26)             | El secreto mejor guardado              | Dimecres 5 de novembre de 2008  | 4.191.000 | 23,8% |     |
| 4 (27)             | Premonición                            | Dimecres 12 de novembre de 2008 | 4.021.000 | 23,0% |     |
| 5 (28)             | El exorcismo                           | Dimecres 19 de novembre de 2008 | 3.777.000 | 20,8% |     |
| 6 (29)             | Escrito en las estrellas               | Dimecres 26 de novembre de 2008 | 3.933.000 | 22,7% |     |
| 7 (30)             | Un gran soldado                        | Dimecres 3 de desembre de 2008  | 3.675.000 | 20,8% |     |
| 8 (31)             | La llave                               | Dimecres 10 de desembre de 2008 | 3.969.000 | 22,5% |     |
| 9 (32)             | El unicornio                           | Dimecres 17 de desembre de 2008 | 3.752.000 | 22,1% |     |
| 10 (33)            | Un punto en el mar                     | Dimecres 7 de gener de 2009     | 3.396.000 | 18,9% |     |
| 11 (34)            | La noche de las dos lunas              | Dimecres 15 de gener de 2009    | 4.293.000 | 22,4% |     |
| CINQUENA TEMPORADA |                                        |                                 |           |       |     |
| 1 (35)             | El cuaderno del doctor Wulf            | Dimarts 12 de maig de 2009      | 3.214.000 | 17,6% |     |
| 2 (36)             | Amnesia                                | Dimarts 19 de maig de 2009      | 3.430.000 | 18,6% |     |
| 3 (37)             | El hombre del saco                     | Dimarts 26 de maig de 2009      | 3.199.000 | 18,0% |     |
| 4 (38)             | La novia cadáver                       | Dimarts 2 de juny de 2009       | 3.310.000 | 18,5% |     |
| 5 (39)             | La promesa                             | Dimarts 9 de juny de 2009       | 3.423.000 | 18,7% |     |
| 6 (40)             | El vampiro                             | Dimarts 16 de juny de 2009      | 3.285.000 | 19,0% |     |
| 7 (41)             | El rey de la baraja                    | Dimarts 23 de juny de 2009      | 2.280.000 | 16,1% |     |
| 8 (42)             | Paula en el país de las maravillas     | Dimarts 30 de juny de 2009      | 2.897.000 | 17,8% |     |
| 9 (43)             | El último día                          | Dimarts 7 de juliol de 2009     | 3.433.000 | 21,7% |     |
| SISENA TEMPORADA   |                                        |                                 |           |       |     |
| 1 (44)             | Los monstruos vienen de noche          | Dilluns 16 de novembre de 2009  | 3.180.000 | 17,5% |     |
| 2 (45)             | Las galletas del porvenir              | Dilluns 23 de novembre de 2009  | 2.839.000 | 15,2% |     |
| 3 (46)             | El hombre lobo                         | Dilluns 30 de novembre de 2009  | 2.857.000 | 15,1% |     |
| 4 (47)             | La traición                            | Dilluns 7 de desembre de 2009   | 2.565.000 | 16,3% |     |
| 5 (48)             | El baile de los culpables              | Dilluns 14 de desembre de 2009  | 3.111.000 | 17,7% |     |
| 6 (49)             | Paula y el lobo                        | Dilluns 11 de gener de 2010     | 2.646.000 | 14,8% |     |
| 7 (50)             | La leyenda de Eva                      | Dilluns 18 de gener de 2010     | 2.567.000 | 15,0% |     |
| 8 (51)             | La princesa de hielo                   | Dilluns 25 de gener de 2010     | 3.098.000 | 17,1% |     |
| 9 (52)             | El extraterrestre                      | Dilluns 1 de febrer de 2010     | 3.024.000 | 17,6% |     |
| 10 (53)            | La habitación número 13                | Dilluns 8 de febrer de 2010     | 3.013.000 | 16,1% |     |
| 11 (54)            | El mago                                | Dilluns 15 de febrer de 2010    | 2.906.000 | 16,3% |     |
| 12 (55)            | Alaska                                 | Dilluns 22 de febrer de 2010    | 3.113.000 | 17,7% |     |
| 13 (56)            | Después de la luz                      | Dilluns 1 de març de 2010       | 3.159.000 | 17,6% |     |
| SETENA TEMPORADA   |                                        |                                 |           |       |     |
| 1 (57)             | El protocolo                           | Dimecres 2 de juny de 2010      | 2.904.000 | 17,8% |     |
| 2 (58)             | La amenaza                             | Dimecres 9 de juny de 2010      | 2.702.000 | 16,3% |     |
| 3 (59)             | El hombre misterioso                   | Dimecres 16 de juny de 2010     | 2.518.000 | 14,6% |     |
| 4 (60)             | El tesoro                              | Dimecres 23 de juny de 2010     | 2.082.000 | 14,7% |     |
| 5 (61)             | El centro de la Tierra                 | Dimecres 30 de juny de 2010     | 2.392.000 | 15,4% |     |
| 6 (62)             | Los tres pétalos                       | Dimecres 7 de juliol de 2010    | 1.936.000 | 13,6% |     |
| 7 (63)             | El assassino de Carolina               | Dimecres 14 de juliol de 2010   | 2.176.000 | 14,5% |     |
| 8 (64)             | El último deseo                        | Dimecres 21 de juliol de 2010   | 2.013.000 | 13,8% |     |
| 9 (65)             | El principio del fin                   | Dilluns 6 de setembre de 2010   | 2.339.000 | 14,0% |     |
| 10 (66)            | La última dosis                        | Dilluns 13 de setembre de 2010  | 2.273.000 | 12,8% |     |
| 11 (67)            | Los últimos recuerdos                  | Dilluns 20 de setembre de 2010  | 2.647.000 | 14,2% |     |
| 12 (68)            | Hasta que la muerte nos separe         | Dilluns 27 de setembre de 2010  | 2.582.000 | 13,6% |     |
| 13 (69)            | El último aliento                      | Dilluns 4 d'octubre de 2010     | 2.796.000 | 14,4% |     |
| 14 (70)            | La luz                                 | Dilluns 11 d'octubre de 2010    | 2.637.000 | 15,9% |     |
| 15 (71)            | El fin                                 | Dimecres 13 d'octubre de 2010   | 3.413.000 | 19,2% |     |

## El Internado: Los Archivos Secretos
El Internado: Los Archivos secretos va sorgir en principi com un spin-off de la sèrie. En ells, apareixien personatges de El Internado entre els anys 2011 i 2012, sent interrogats per una misteriosa inspectora de cognom Martínez. El spin-off es va emetre en access prime time de les temporades 4 i 5, i els episodis duraven uns dinou minuts, la major part d'ells dedicats a rememorar successos de les temporades anteriors a la present. Com se suposa que tot ha acabat en El Internado Laguna Negra, el spin-off permetia saber quins personatges sobrevivivien a l'acció de la sèrie original. Ja a la fi de la cinquena temporada, coincidint amb la presumpta mort d'Hèctor (que sortia en els Arxius i, per tant, teòricament sobrevivia) es va revelar que en realitat no tenien res a veure amb la trama principal, informació que es va confirmar en l'últim episodi, quan es va veure clarament que tots els episodis anteriors havien estat una al·lucinació de Jacques Noiret, que en el futur es troba ingressat en un hospital psiquiàtric a cura d'una tal doctora Martínez, al que ell confon amb una policia.